# Zambia na letnich igrzyskach olimpijskich
Reprezentanci Zambii występują na letnich igrzyskach olimpijskich od 1964 roku, zadebiutowali wtedy podczas igrzysk w Tokio jako Rodezja Północna. Na następnych igrzyskach kraj wystartował już jako Zambia. Kraj nie wziął udziału w igrzyskach olimpijskich w Montrealu w 1976 roku.
Organizacją udziału reprezentacji Zambii w igrzyskach olimpijskich zajmuje się National Olympic Committee of Zambia.

## Medaliści letnich igrzysk olimpijskich pochodzący z Zambii

### Złote medale
Brak

### Srebrne medale
| imię i nazwisko | Olimpiada    | Dyscyplina    | Konkurencja                         |
| --------------- | ------------ | ------------- | ----------------------------------- |
| Samuel Matete   | Atlanta 1996 | Lekkoatletyka | Bieg na 400 m przez płotki mężczyzn |

### Brązowe medale
| imię i nazwisko  | Olimpiada        | Dyscyplina    | Konkurencja            |
| ---------------- | ---------------- | ------------- | ---------------------- |
| Keith Mwila      | Los Angeles 1984 | Boks          | Kategoria papierowa    |
| Muzala Samukonga | Paryż 2024       | Lekkoatletyka | Bieg na 400 m mężczyzn |

## Tabele medalowe

### Medale na poszczególnych olimpiadach
| Olimpiada           | Złoto             | Srebro            | Brąz              | Razem             |
| ------------------- | ----------------- | ----------------- | ----------------- | ----------------- |
| Tokyo 1964          | 0                 | 0                 | 0                 | 0                 |
| Meksyk 1968         | 0                 | 0                 | 0                 | 0                 |
| Monachium 1972      | 0                 | 0                 | 0                 | 0                 |
| Montreal 1976       | brak uczestnictwa | brak uczestnictwa | brak uczestnictwa | brak uczestnictwa |
| Moskwa 1980         | 0                 | 0                 | 0                 | 0                 |
| Los Angeles 1984    | 0                 | 0                 | 1                 | 1                 |
| Seul 1988           | 0                 | 0                 | 0                 | 0                 |
| Barcelona 1992      | 0                 | 0                 | 0                 | 0                 |
| Atlanta 1996        | 0                 | 1                 | 0                 | 1                 |
| Sydney 2000         | 0                 | 0                 | 0                 | 0                 |
| Ateny 2004          | 0                 | 0                 | 0                 | 0                 |
| Pekin 2008          | 0                 | 0                 | 0                 | 0                 |
| Londyn 2012         | 0                 | 0                 | 0                 | 0                 |
| Rio de Janeiro 2016 | 0                 | 0                 | 0                 | 0                 |
| Tokio 2020          | 0                 | 0                 | 0                 | 0                 |
| Paryż 2024          | 0                 | 0                 | 1                 | 1                 |
| Razem               | 0                 | 1                 | 2                 | 3                 |

### Medale w poszczególnych dyscyplinach
| Dyscyplina    | Złoto | Srebro | Brąz | Razem |
| ------------- | ----- | ------ | ---- | ----- |
| Lekkoatletyka | 0     | 1      | 1    | 2     |
| Boks          | 0     | 0      | 1    | 1     |
| Razem         | 0     | 1      | 2    | 3     |